# Felemás medvelepke
A felemás medvelepke (Diaphora mendica) a kvadrifid bagolylepkefélék családjába tartozó, Eurázsiában honos lepkefaj.

## Megjelenése
A felemás medvelepke szárnyfesztávolsága 27–33 mm. Szexuális dimorfizmusa feltűnő. A hím feje és tora barnásszürke, elmosódó vagy hiányzó sötét foltokkal. Lábai, combjai sárgásak, lábszáraikon feketésbarna vonal vagy foltok láthatók. Szárnya tompa sötétbarna alapszínű, ritkábban világosabb sárgásbarna. A szárnyakon kis sötét foltok találhatók elszórtan, a hátsó szárny szegélyén néha sorba rendeződnek. Fonákja valamivel világosabb, a foltok elhelyezkedése, száma nagyjából a felszínével megegyező. Ritkán előfordulnak fehér színű hímek is (f. inversa). A nőstény teste és szárnyai fehérek, a fejen és toron némi sárgás szőrzettel. A szárny áttetsző, vékonyan pikkelyezett, a foltok feketék vagy szürkék, átlátszanak a fonákra. A fonák kissé sárgás, különösen a szegélyeknél.
A hím szárnyának színe változékony.
Petéje halványsárga, kerekded, az alja lapos.
Fiatal hernyója halvány zöldessárga, a kifejlett barna, szürkésbarna. Oldala zöld, elmosódott középvonallal és barna szemölcsökkel. A kifejlett hernyó szőrzete dús, kefeszerű, vörösbarna színű. Bábja vörösbarna.

### Hasonló fajok
A tejszínű medvelepke, a hószínű medvelepke, az amerikai fehér medvelepke hasonlít a nőstényre.

## Elterjedése
Eurázsiában honos, Spanyolországtól a Bajkálig. Magyarországon országszerte előfordul.

## Életmódja
Napsütötte erdőszélek, tisztások, cserjések, magas vegetációjú rétek lakója.
Évente egy nemzedéke nő fel, imágóival áprilistól június közepéig lehet találkozni. Hernyója polifág, különféle lágyszárú növények és cserjék (hölgymál, tyúkhúr, útifű, erdei tisztesfű, galaj, nebáncsvirág, árvacsalán, fűz, lórom, here, laboda, réti füzény, gilisztaűző varádics) leveleivel táplálkozik. A kifejlett hernyó tömött szövedékben bábozódik, amelybe saját szőreit és talajszemcséket is beleszövi. Bábként telel át.

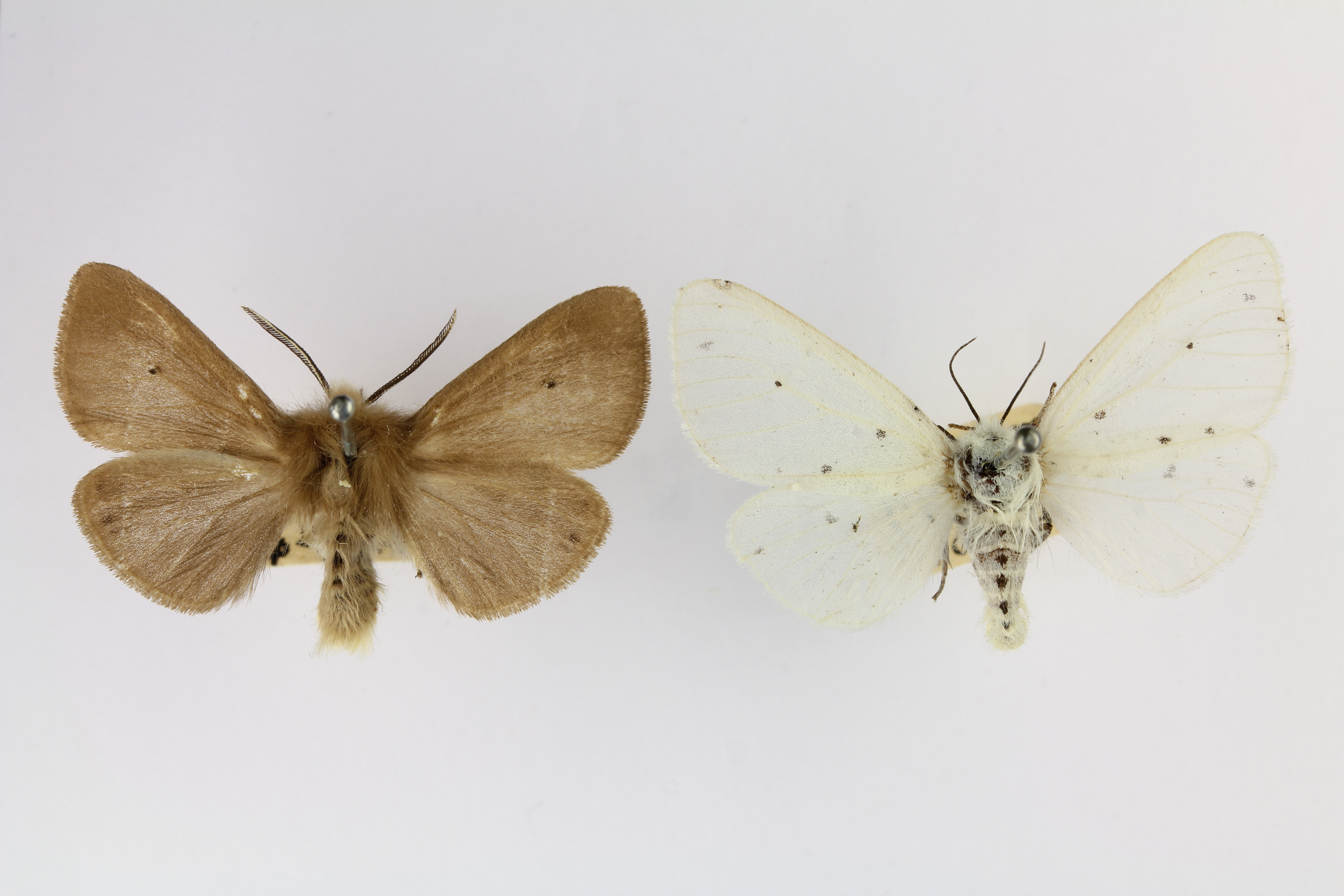
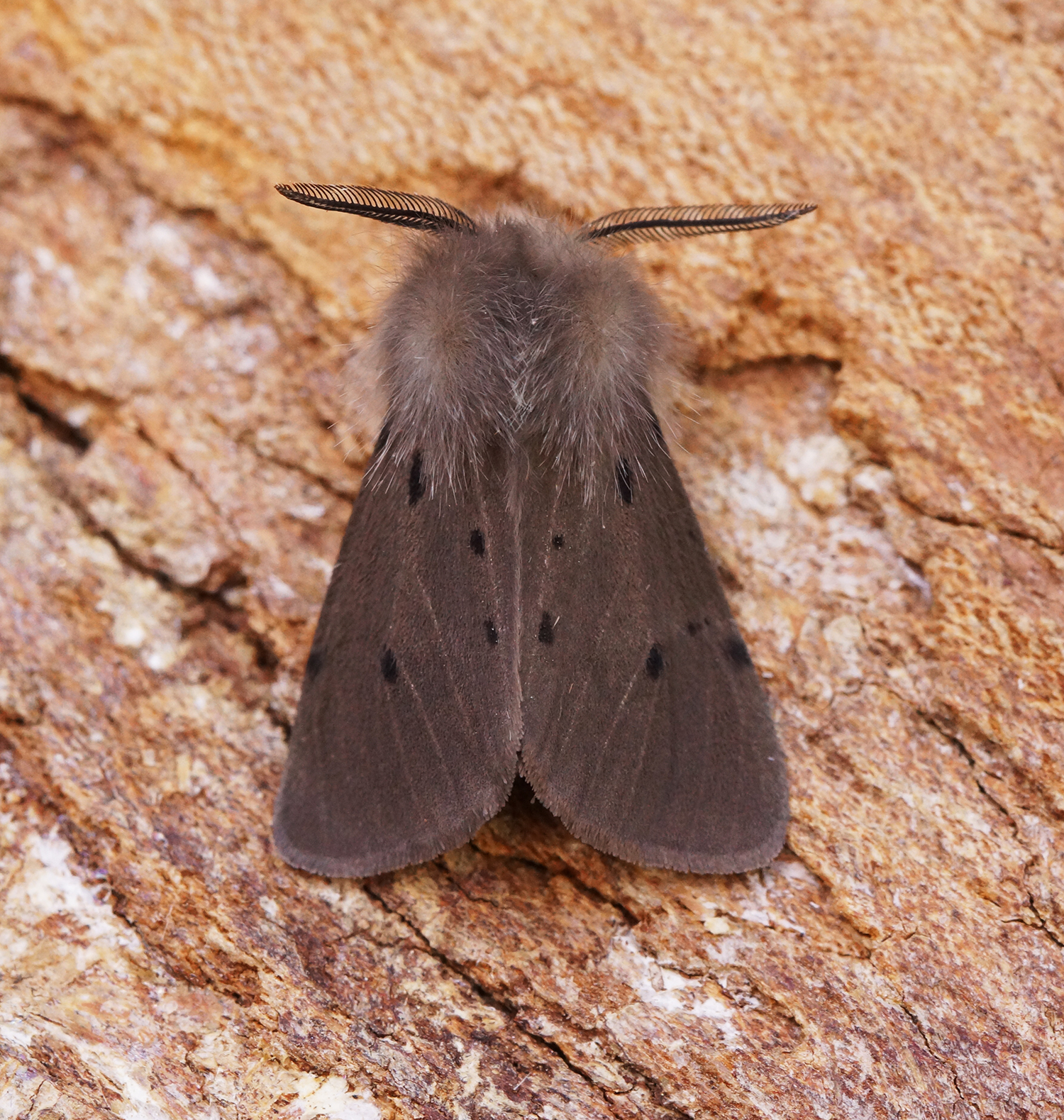
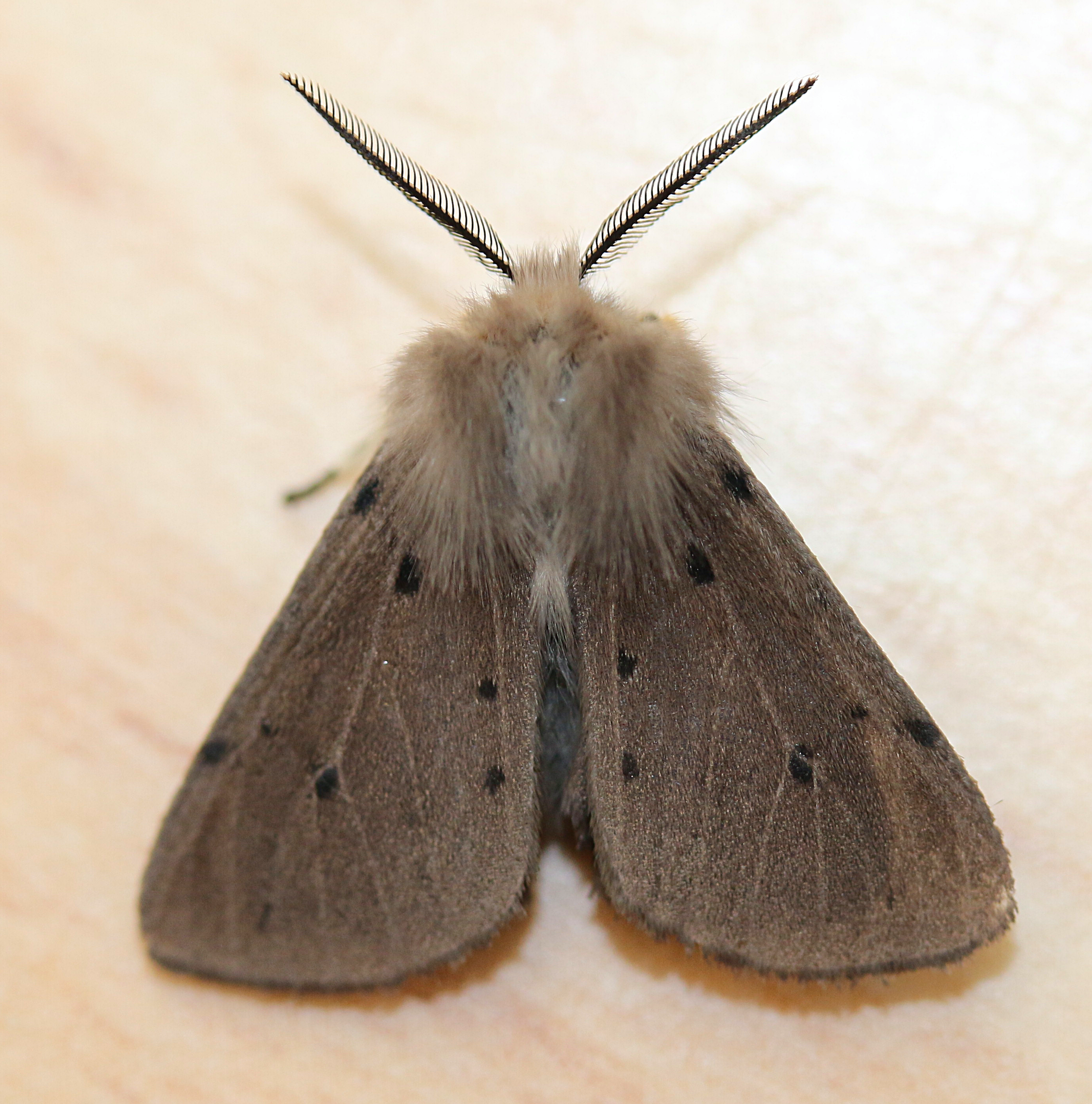
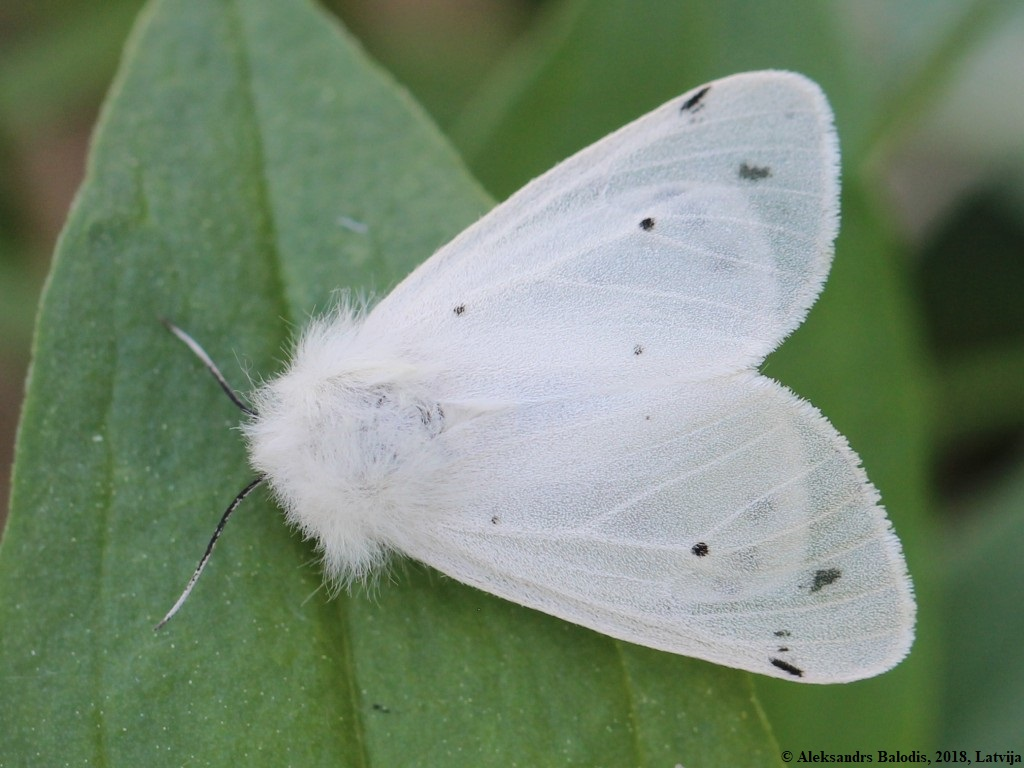
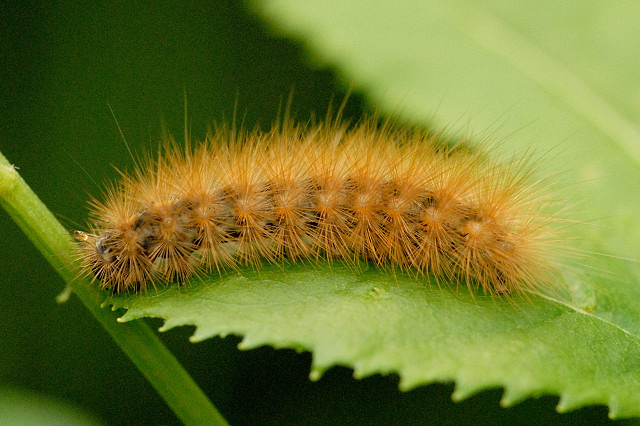

Magyarországon nem védett.